# Vuelta a Chihuahua
La Vuelta a Chihuahua era una carrera ciclista por etapas que se disputaba anualmente en el estado de Chihuahua, al norte de México.
Se disputaba desde 2006 y estuvo incluida dentro del UCI America Tour con la categoría 2.2 en 2006 y 2007, ascendiendo a categoría 2.1 en 2008 y 2009. 
La primera edición constó de un prólogo y 5 etapas y a partir de la 2.ª edición pasaron a ser siete etapas, una de ellas contrarreloj. La prueba siempre concluye en la ciudad de Chihuahua. Se disputa durante el mes de octubre y cuando integró el calendario ciclista profesional era una de las primeras pruebas.
Para la edición 2010, no estuvo en el calendario internacional y debido a la crisis económica y al conflicto entre el narcotráfico y las autoridades, los organizadores decidieron sustituirla por un critérium (competencia de un solo día) no oficial pero manteniendo el nivel de ciclistas que participaban.
Los altos costos de realizar una competición internacional de nivel con participación de equipos UCI ProTour hicieron inviable el proyecto y para 2011, en su última edición, la Vuelta a Chihuahua se recalificó como una competición nacional y de 3 etapas.

## Palmarés
En naranja: edición amistosa de exhibición no oficial (criterium).
En amarillo: edición amateur.
| Año  | Ganador              | Segundo         | Tercero                  |
| ---- | -------------------- | --------------- | ------------------------ |
| 2006 | Luis Pérez Romero    | Jesús Zárate    | Fausto Marcelino Esparza |
| 2007 | Francisco Mancebo    | Christian Meier | Antonio Aldape           |
| 2008 | Francisco Mancebo    | Gregorio Ladino | Iker Camaño              |
| 2009 | Óscar Sevilla        | Gregorio Ladino | Rui Costa                |
| 2010 | Alexandre Vinokourov | Andy Schleck    | Samuel Sánchez           |
| 2011 | Gonzalo Garrido      | Luis Pulido     | Carlos López             |

## Palmarés por países
| País       | Victorias |
| ---------- | --------- |
| España     | 4         |
| Kazajistán | 1         |
| Chile      | 1         |